# 1223 w literaturze
Wydarzenia literackie w 1223 roku.

## Zmarli
- Giraldus Cambrensis, walijski kronikarz
- Wincenty Kadłubek, polski kronikarz (ur. ok. 1160)